# غوردون إكلوند
غوردون إكلوند (بالإنجليزية: Gordon Eklund)‏‏ (24 يوليو 1945 في سياتل - ) روائي، وكاتب خيال علمي من الولايات المتحدة.